# Anastasia Velitchko
Anastasia Velitchko (russe : Анастасия Величко), née le 8 juillet 1986 à Taganrog (RSFS de Russie), est une gymnaste trampoliniste russe. 

## Carrière
Anastasia Velitchko intègre en 2001 l'équipe nationale russe. Elle obtient le titre européen en double mini trampoline par équipes aux Championnats d'Europe de trampoline 2004 et 2006.
Elle est sacrée championne du monde de double mini trampoline par équipes en 2007 avec Svetlana Balandina, Galina Goncharenko et Victoria Voronina ; elle ne parvient pas à dépasser le stade des qualifications de l'épreuve individuelle.
Aux Championnats d'Europe 2008 à Odense, l'équipe russe composée d'Irina Karavaeva, Natalia Tchernova, Galina Goncharenko et elle-même est médaillée d'argent de trampoline par équipe, derrière l'Ukraine d'Olena Movchan, Yulia Domchevskaya et Marina Kiyko. 
Aux Mondiaux de 2009, elle échoue en qualifications des épreuves individuelle de trampoline et de double mini trampoline ; elle est par contre médaillée d'argent en trampoline par équipe et conserve son titre en double mini par équipes avec les mêmes coéquipières de 2007. 
Les Championnats du monde de 2010 sont mauvais pour Anastasia Velitchko qui se classe 17e des qualifications de double mini trampoline. Aux Championnats du monde de 2011, elle se classe 25e des qualifications de trampoline synchronisé, 13e des qualifications de double mini individuel et 4e du double mini trampoline par équipe.